# آغوش و بوسه
در زبان انگلیسی آغوش‌ها و بوسه‌ها (به انگلیسی: XOXO) در پایان نامه، رایانامه یا در یک متن پیام پیامک به‌طور عامیانه و غیررسمی استفاده می‌شود. اغلب X برای «بوسه» و O برای «در آغوش گرفتن» در نظر گرفته می‌شود، اما هنوز بر سر اصل و بنیاد اینکه کدام حرف کدام عمل را نشان می‌دهد ابهام وجود دارد.